# Исторический центр Санкт-Петербурга и связанные с ним группы памятников
Исторический центр Санкт-Петербурга и связанные с ним группы памятников (англ. Historic Centre of Saint Petersburg and Related Groups of Monuments) — первый в СССР и России объект Всемирного наследия ЮНЕСКО. Он был включён в список памятников Всемирного наследия на 14-й сессии комитета Всемирного наследия — одновременно с четырьмя другими советскими памятниками (Московский Кремль и Красная площадь, Собор святой Софии и Киево-Печерская лавра, Кижский погост, Ичан-Кала).
Подготовка документов для сессии проходила в авральном режиме под руководством Ю. А. Денисова. Поначалу обсуждалось внесение в перечень отдельных памятников истории и архитектуры, однако довольно быстро возобладало мнение, что «универсальная ценность культурного и природного ландшафта Большого Санкт-Петербурга, сформированного в исторически короткий срок гигантскими усилиями Российского государства, превосходит ценность его составных частей».

## Значение
Объект «Исторический центр Санкт-Петербурга» стал одним из первых в практике ЮНЕСКО случаев предоставления статуса памятника огромному культурно-природному ландшафту, на территории которого ведётся активное хозяйствование и проживают сотни тысяч людей. В него вошли даже те объекты, связь которых с центром Петербурга далеко не очевидна, как, например, древнерусская крепость Орешек на Ладоге и Линдуловская роща. Пригородные зоны включают в себя не только дворцово-парковые комплексы, но и природные ландшафты, памятники промышленности (Сестрорецкий оружейный завод), и т. д.  Консервация таких протяжённых участков современного городского ландшафта сопряжена с большими сложностями, о чём свидетельствует исключение из списка типологически сходного ландшафта долины Эльбы с Дрезденом (2009) из-за планов строительства нового моста через Эльбу.
В 2012 году Правительство Санкт-Петербурга утвердило целевую программу «Сохранение и развитие территорий „Конюшенная“ и „Северная Коломна — Новая Голландия“, находящихся в историческом центре Санкт-Петербурга, на 2013—2018 годы». 

В результате перехода Санкт-Петербурга к программно-целевому методу планирования в 2014 году Программа сохранения исторического центра стала частью государственной программы «Экономическое и социальное развитие территорий Санкт-Петербурга», которую приняли 30 июня 2014 года сроком на 6 лет. Курирует исполнение государственной программы Комитет по экономической политике и стратегическому планированию Санкт-Петербурга. Главным экспертно-консультационным органом, сопровождающим реализацию Программы, является Совет по сохранению и развитию территорий исторического центра Санкт-Петербурга при Правительстве Санкт-Петербурга, созданный в 2013 году.
В рамках Программы выделены две территории исторического центра Санкт-Петербурга: «Конюшенная» и «Северная Коломна — Новая Голландия».

### Строительство Охта-центра
Планы строительства в Петербурге высотного Охта-центра вызвали озабоченность ЮНЕСКО. В июне 2007 года в Новой Зеландии прошла 31-я сессия комитета всемирного наследия ЮНЕСКО. В решение сессии по объекту всемирного наследия «Исторический центр Санкт-Петербурга и связанная с ним группа памятников» отмечено, что «планы, предоставленные страной-участницей 18 января 2007 года и 5 марта 2007 года, не соответствуют требованиям комитета, а также не содержат чётких границ и буферных зон всех объектов, включая Ленинградскую область», и принята настоятельная рекомендация к органам власти России «приостановить реализацию проекта, включая разрешения на проведение работ, пока все относящиеся к делу материалы не будут рассмотрены, и пока не будут рассмотрены все относящиеся к этому вопросу материалы и не будет проведена всесторонняя оценка угроз объекту всемирного наследия». В декабре 2010 года проект Охта-центра был заморожен на неопределенное время. А вскоре строительство здания было перенесно в Лахту, подальше от исторического центра.

## Расположение территорий объекта Всемирного наследия
Интерактивная карта с карточками каждой территории включает в себя контур, название и иллюстрацию для тех компонент из общего списка в 126 территорий, границы которых отображены в картографической базе данных OpenStreetMap. Полный список ниже.
| Исторический центр Кронштадт Форты Кронштадта Пушкин Павловск Пулковская обсерватория Ропша Гостилицы Тайцы Сергиева пустынь Стрельна Михайловка Знаменка Петергоф Дача Бенуа Сергиевка Ораниенбаум Городок И.П. Павлова Богословка (усадьба) Усадьба Шуваловых Усадьба Вяземских Сестрорецкий Разлив Пенаты Комаровское поселковое кладбище Линдуловская роща Ижорский глинт Дудергофские высоты Колтушская возвышенность Юкковская возвышенностьПамятники Санкт-Петербурга и окрестностей | Колтуши, Городок И.П. Павлова Юкковская возвышенность Усадьба Вяземских Линдуловская роща Дудергофы, Ижорский глинт Крепость Орешек, Шлиссельбург Ропша Гостилицы Тайцы ГатчинаПамятники Ленинградской области |

## Состав[5]
| #       | Изображение | Название | Местоположение                                                                |
| ------- | ----------- | --- | ----------------------------------------------------------------------------- |
| 540-001 |             | Исторический центр Санкт-Петербурга | Санкт-Петербург                                                               |
| 540-002 |             | Старая часть города Кронштадт | Санкт-Петербург г. Кронштадт                                                  |
| 540-003 |             | Форты Кронштадта | Санкт-Петербург г. Кронштадт, Финский залив                                   |
| 540-004 |             | Старая часть города Шлиссельбург | Ленинградская область Кировский район г. Шлиссельбург                         |
| 540-005 |             | Крепость Орешек | Ленинградская область Кировский район г. Шлиссельбург                         |
| 540-006 |             | Дворцово-парковые ансамбли города Пушкин и его исторический центр | Санкт-Петербург г. Пушкин                                                     |
| 540-007 |             | Дворцы и парки города Павловск и его исторический центр | Санкт-Петербург г. Павловск                                                   |
| 540-008 |             | Пулковская обсерватория | Санкт-Петербург Пулковские высоты                                             |
| 540-009 |             | Дворцово-парковый ансамбль в Ропше | Ленинградская область Ломоносовский район п. Ропша                            |
| 540-010 |             | Дворцово-парковый ансамбль в Гостилицах | Ленинградская область Ломоносовский район д. Гостилицы                        |
| 540-011 |             | Дворцово-парковый ансамбль в Тайцах | Ленинградская область Гатчинский район п. Тайцы                               |
| 540-012 |             | Дворцово-парковый ансамбль города Гатчина и его исторический центр | Ленинградская область Гатчинский район г. Гатчина                             |
| 540-013 |             | Сергиева Приморская пустынь | Санкт-Петербург пос. Стрельна                                                 |
| 540-014 |             | Дворцово-парковый ансамбль поселка Стрельна и его исторический центр | Санкт-Петербург пос. Стрельна                                                 |
| 540-015 |             | Дворцово-парковый ансамбль Михайловка | Санкт-Петербург г. Петергоф                                                   |
| 540-016 |             | Дворцово-парковый ансамбль Знаменка | Санкт-Петербург г. Петергоф                                                   |
| 540-017 |             | Дворцово-парковые ансамбли города Петергоф и его исторический центр | Санкт-Петербург г. Петергоф                                                   |
| 540-018 |             | Дворцово-парковый ансамбль Собственная дача | Санкт-Петербург г. Петергоф                                                   |
| 540-019 |             | Дворцово-парковый ансамбль Сергиевка | Санкт-Петербург г. Петергоф                                                   |
| 540-020 |             | Дворцово-парковый ансамбль города Ломоносов и его исторический центр | Санкт-Петербург г. Ломоносов                                                  |
| 540-021 |             | Научный городок И. П. Павлова в Павлово | Ленинградская область Всеволожский район с. Павлово                           |
| 540-022 |             | Богословка (усадьба) | Ленинградская область Всеволожский район Невский лесопарк                     |
| 540-023 |             | Бывшая усадьба Шуваловых (Е.А. Воронцовой-Дашковой) «Парголово» включая парк | Санкт-Петербург Парголово                                                     |
| 540-024 |             | Усадьба Вяземских | Санкт-Петербург Осиновая роща                                                 |
| 540-025 |             | Сестрорецкий Разлив, Сестрорецкие «Дубки», Усадьба Стенбок-Ферморов, Ольгино (исторический район), Парк «Ближние Дубки», Териоки (Зеленогорск) | Санкт-Петербург г. Сестрорецк                                                 |
| 540-026 |             | Дом-музей И. Репина «Пенаты» | Санкт-Петербург п. Репино                                                     |
| 540-027 |             | Комаровское поселковое кладбище | Санкт-Петербург п. Комарово                                                   |
| 540-028 |             | Линдуловская роща | Ленинградская область Выборгский район Ближайший населенный пункт — п. Рощино |
| 540-029 |             | Река Нева с берегами и набережными | Санкт-Петербург, Ленинградская область                                        |
| 540-030 |             | Ижорский уступ | Ленинградская область Волосовский район                                       |
| 540-031 |             | Дудергофские высоты | Санкт-Петербург п. Можайский (исторический район)                             |
| 540-032 |             | Колтушская возвышенность | Ленинградская область Всеволожский район д. Колтуши                           |
| 540-033 |             | Юкковская возвышенность | Ленинградская область Всеволожский район д. Юкки                              |
| 540-034 |             | Дороги: Московское шоссе, Киевское шоссе, железная дорога Ленинград — Павловск, шоссе Пушкин — Гатчина, Волхонское шоссе, Таллинское шоссе, Петергофская дорога, Ропшинское шоссе, Гостилицкое шоссе, Приморское шоссе, Выборгское шоссе, Колтушское шоссе, Лиговский канал, Кронштадтское шоссе | Санкт-Петербург, Ленинградская область                                        |
| 540-035 |             | Фарватеры: Петровский, Кронштадтский, Зеленогорский, а также Морской канал | Санкт-Петербург, Ленинградская область                                        |
| 540-036 |             | Зелёный пояс Славы с Дорогой жизни | Санкт-Петербург, Ленинградская область                                        |